# John A. Costello
John Aloysius Costello, född 20 juni 1891 i Dublin, död 5 januari 1976 i Dublin, var Republiken Irlands andra taoiseach. Costello fungerade två gånger som taoiseach (benämningen på Irlands regeringschef) och representerade Fine Gael-partiet.
Under hans första regering utropades Irländska republiken 1949 och samtidigt utträdde staten ur Brittiska Samväldet. 